# Wirdumerpoortsbrug
De Wirdumerpoortsbrug is een basculebrug in het centrum van de Friese hoofdstad Leeuwarden. De brug wordt vanwege het nabijgelegen Beursgebouw ook wel Beursbrug genoemd. De brug is een rijksmonument.
De brug overspant de Zuiderstadsgracht en verbindt de Wirdumerdijk/ Wirdumerpoortsdwinger aan de noordzijde met het Zuiderplein. Aan de westzijde ligt de Willemskade.
De naam Wirdumerpoort verwijst naar een van de stadspoorten die in de 19e eeuw werden afgebroken. Vanuit die stadspoort vertrok een weg zuidwaarts naar het dorp Wirdum, zoals ook in de 21e eeuw nog in de stad is terug te vinden (Schrans-Verlengde Schrans).
Vanaf 1875 lag hier een ijzeren draaibrug naar ontwerp van architect Thomas Adrianus Romein. Deze brug werd in 1939-1940 vervangen door een basculebrug met brugwachtershuisje in interbellumarchitectuur naar een ontwerp van stadsarchitect Justus Zuidema. Hij was ook de architect van de Vrouwenpoortsbrug uit 1934. Het mechanische deel werd uitgevoerd door Machinefabriek Jaffa. Op de brug bevinden zich lantaarns, draaihekken en vier pylonen. Op de noordwestelijke pyloon is het wapen van Leeuwarden afgebeeld met daaronder het jaartal 1940. Op de noordoostelijke pyloon is het wapen van Friesland afgebeeld met daaronder de tekst ANNO. Beide reliëfs zijn uitgevoerd in graniet door beeldhouwster Nina Baanders-Kessler.
In 1998 werd de brug van Zuidema opgeknapt, er kwam een nieuwe val, het kelderdek vervangen, de onderbouw gerenoveerd en de draaihekken kregen een grote beurt.

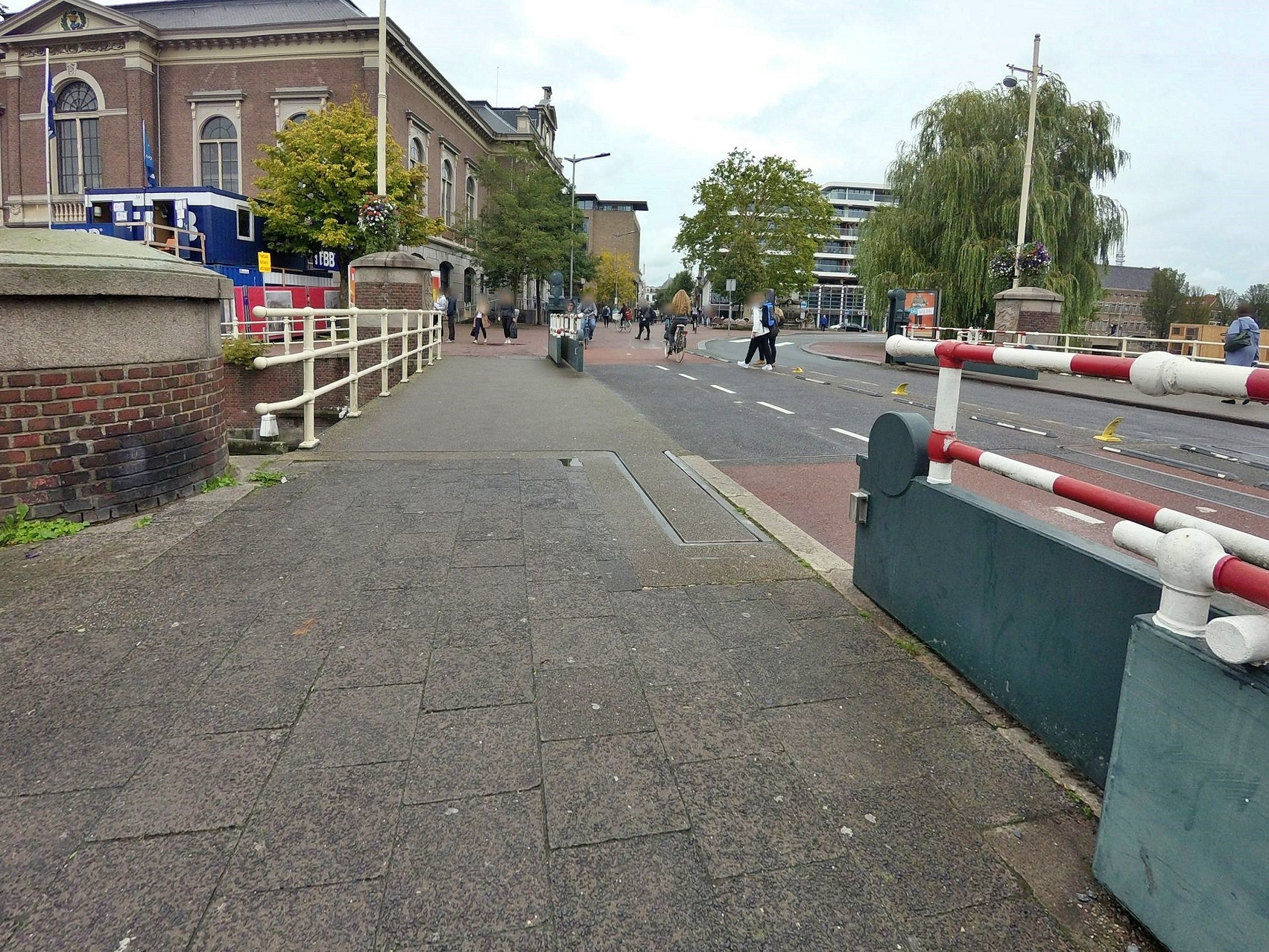
De brug in noordelijke richting (2018)
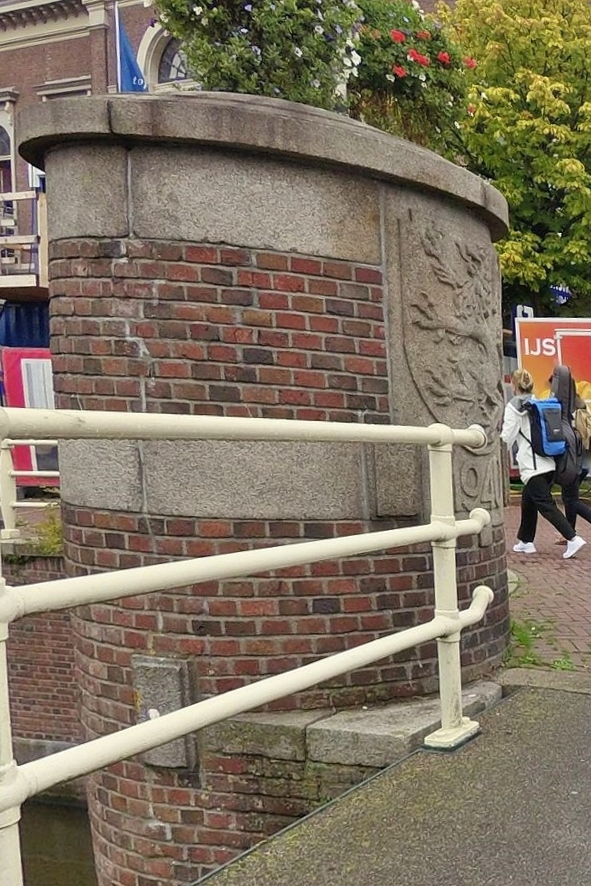
Noordwest pyloon met reliëf
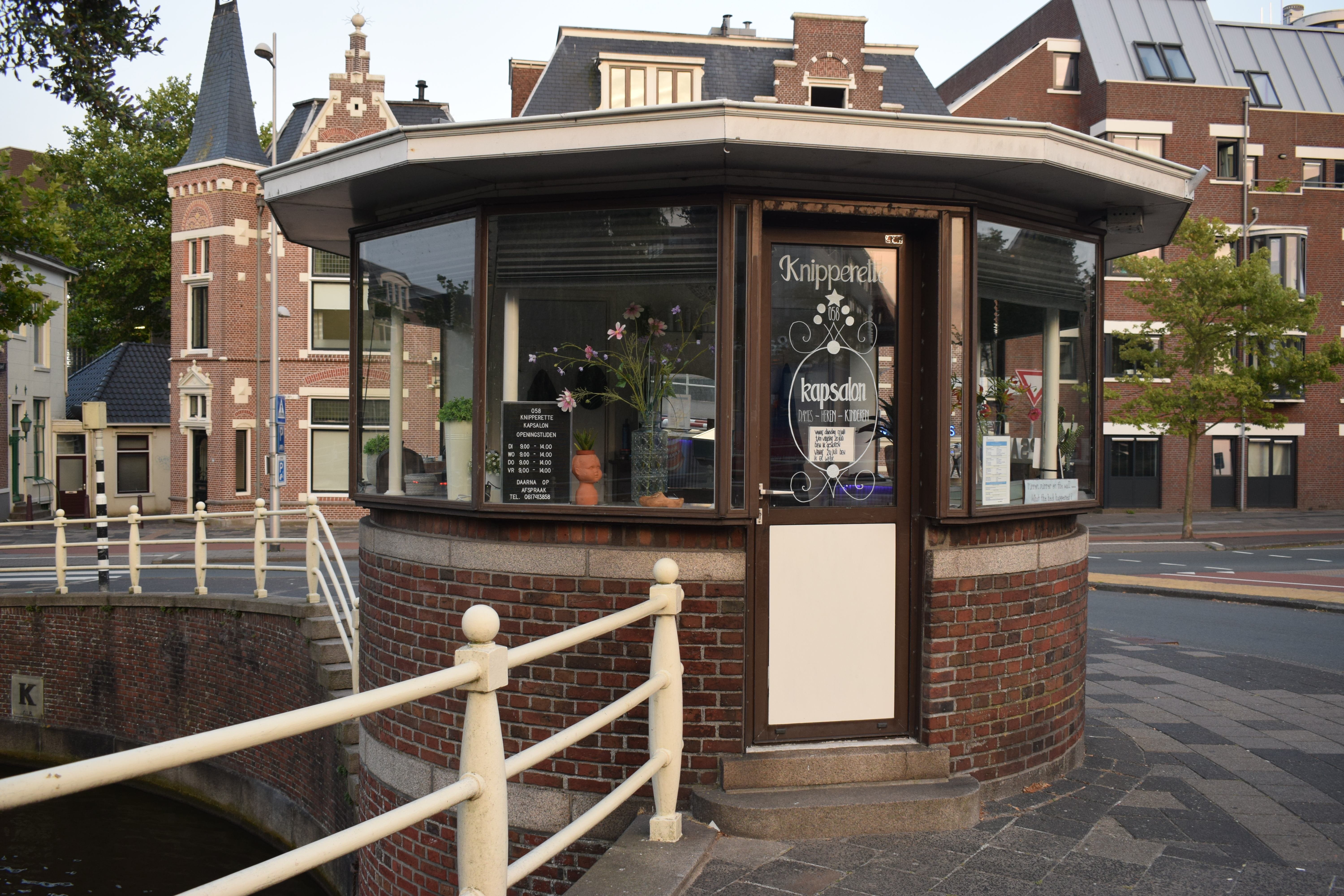
Brugwachtershuisje aan oostzijde